# Kościół św. Maksymiliana Marii Kolbego w Binowie
Kościół św. Maksymiliana Marii Kolbego w Binowie – katolicki kościół filialny zlokalizowany we wsi Binowo w gminie Stare Czarnowo, w powiecie gryfińskim (województwo zachodniopomorskie). Jest filią parafii Świętych Apostołów Piotra i Pawła w Szczecinie-Podjuchach.

## Historia
Usytuowany na niewielkim wzniesieniu w centrum wsi Binowo kościół pochodzi z końca XIV wieku. Jako budulca użyto kamienia i cegły. Po 1945 roku świątynia popadła w ruinę, odbudowana została w latach 1979–1982. Kościół został poświęcony jako świątynia katolicka w dniu 7 listopada 1982 roku przez biskupa pomocniczego szczecińsko-kamieńskiego Jana Gałeckiego.
Do kościoła przylega cmentarz wytyczony w 1. połowie XIX wieku, częściowo otoczony kamiennym murem.

## Architektura i wyposażenie
Kościół zbudowany został na planie czworokąta. Od strony zachodniej zamknięty jest czworoboczną wieżą, nakrytą dwuspadowym dachem z krzyżem. W ścianie północnej znajduje się wykonany z cegły ostrołukowy, gotycki portal wejściowy. W ścianie wschodniej, wspartej dwoma późniejszymi filarami przyporowymi, zachowało się ostrołukowe okienko. Jej szczyt zdobiony jest blendami.
Wnętrze kościoła nakryte jest współczesnym, łamanym stropem drewnianym. Prezbiterium zamyka prosta ściana. Zachowało się sakrarium. Oryginalny ołtarz z kościoła w Binowie znajduje się obecnie w zbiorach Muzeum Narodowego w Szczecinie.